# Pedro de Araújo Lima
Pedro de Araújo Lima, Marquês de Olinda (Sirinhaém, 22 de dezembro de 1793 - Rio de Janeiro, 7 de junho de 1870) foi um político brasileiro que ocupou quatro vezes o cargo de Presidente do Conselho de Ministros do Império do Brasil, além de ter sido o último Regente do Império durante a menoridade de D. Pedro II. Além disso, foi um dos fundadores do Regresso durante o período regencial e um dos principais representantes do Partido Conservador durante o seu período de hegemonia no Segundo Reinado antes de se transferir para a Liga Progressista em 1862.
Foi Presidente do Conselho de Ministros por muitos anos e uma figura representativa da aristocracia rural do Nordeste, ligado aos elementos mais poderosos da lavoura açucareira. "O rei constitucional que Feijó não soube ser, mas soube escolher", na definição de Octávio Tarquínio de Sousa. E ainda: "Dir-se-ia que o exercício continuado da presidência da Câmara lhe dera o hábito de espectador, ou melhor, de árbitro, dispondo-o a agir apenas como o mediador, que compõe, acomoda e evita os choques e os desencontros".

## Primeiros anos
Pedro de Araújo Lima nasceu no dia 22 de dezembro de 1793 no Engenho Antas, próximo à vila de Sirinhaém, na Capitania de Pernambuco, sendo filho do capitão Manuel de Araújo Lima e de Ana Teixeira Cavalcanti. Tanto sua mãe como o seu pai eram pertencentes à famílias abastadas de Pernambuco, donas de muitos engenhos de açúcar. Por meio de seu pai, Pedro descendia de uma linhagem que remontava aos primeiros colonizadores portugueses que chegaram à América ainda no século XVI, incluindo Duarte Coelho, primeiro donatário de Pernambuco. Pelo lado da mãe, fazia parte da família Cavalcanti de Albuquerque, fundada no século XVII e que também era uma das mais poderosas e influentes da região.
Pedro iniciou sua educação em casa, onde aprendeu a ler e a escrever. Em 1805, aos doze anos, foi viver com parentes em Recife, onde se matriculou no Colégio Madre de Deus. Em 1813, com vinte anos, foi para Portugal estudar direito na Universidade de Coimbra - como era do costume das elites coloniais brasileiras - onde se formou em 1817. Em 1819 recebeu o título de doutor em direito canônico dessa mesma universidade. Retornou ao Brasil nesse mesmo ano e, em meados de 1820, teve a si oferecido o cargo de ouvidor e de Provedor da Fazenda na vila de Paracatu, em Minas Gerais, porém recusou a oferta.

## Início da Carreira Política

### Cortes de Lisboa
Em 1820, após 12 anos de ausência da Corte Real portuguesa do continente europeu, estourou na cidade do Porto uma revolução com vistas a abolir o regime monárquico absolutista em Portugal e instaurar um sistema de governo baseado nos ideais liberais em voga naquela época.
Para que esse objetivo fosse atingido, foram convocadas, em 1821 as Cortes Gerais e Extraordinárias da Nação Portuguesa, que seria composta por membros de todas as províncias do Império Português - inclusive as brasileiras - que deveriam enviar, cada uma, um determinado número de representantes. A província de Pernambuco, que aderiu à Revolução em março de 1821, enviou a Lisboa um total de onze representantes que tomaram posse no dia 29 de agosto daquele mesmo ano. Entre esses, estava Pedro de Araújo Lima.

### Assembleia Constituinte do Império
Fez parte da Assembleia Nacional Constituinte de 1823.

## Deputado na Assembleia Geral (1826 - 1837)

### Primeiro Reinado
Fez parte das primeiras legislaturas brasileiras. Foi ministro do Império, ministro da Justiça e ministro dos Negócios Estrangeiros.

### Regência de Feijó
Pouco antes de assumir a Regência, no dia 5 de setembro de 1837, Araújo Lima foi escolhido por Diogo Antônio Feijó para o cargo de senador, mesmo tendo sido o último colocado na lista tríplice oferecida pela província de Pernambuco ao Regente. Alguns dias depois, Araújo Lima recebeu do Regente o convite para assumir o Ministério dos Negócios do Império, ficando assim, na sucessão direta para a regência caso Feijó renunciasse, o que aconteceu no dia 19 de setembro.

## Regência (1837 - 1840)

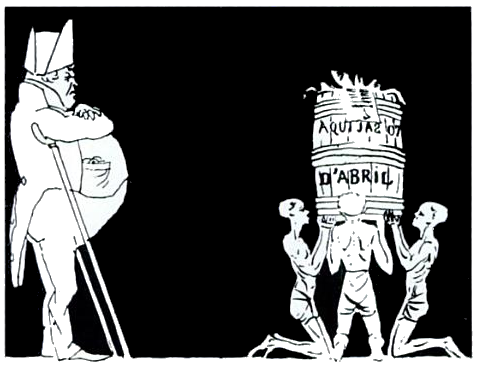
"Aqui Jaz o 7 d'Abril". Caricatura de Bernardo Pereira de Vasconcelos, ministro da Justiça e do Império, enterrando as conquistas liberais obtidas após a abdicação de D. Pedro I

### Ministério das Capacidades (1837 - 1839)
Logo após assumir a regência interinamente após a renúncia de Feijó, Araújo Lima compôs o chamado "ministério das capacidades", que foi apelidado dessa forma por ter sido composto dos quadros regressistas supostamente mais capacitados para ocupar as pastas do governo. Na ocasião foram escolhidos Bernardo Pereira de Vasconcelos (Justiça e Império); Miguel Calmon du Pin e Almeida (Fazenda); Maciel Monteiro (Estrangeiros); Sebastião do Rêgo Barros (Guerra); e Rodrigues Torres (Marinha).
Araújo Lima foi confirmado definitivamente na regência em abril de 1838,  Foi eleito para assumir a Regência definitivamente em abril de 1838, derrotando o seu compatriota pernambucano, o "progressista" Holanda Cavalcanti de Albuquerque. Logo na Fala do Trono subsequente à sua assunção, em 1838, expôs o programa político centralizador do novo governo regressista: retirar das Assembleias Provinciais os poderes a elas garantidos pelo Ato Adicional de 1834 e devolver ao governo central do Rio de Janeiro as prerrogativas transferidas às províncias nas reformas liberais da Regência Trina e de Feijó. O Ministério das Capacidades pretendia atingir esses objetivos por meio de duas reformas legislativas principais: a criação de uma "Lei Interpretativa" do Ato Adicional de 1834 e a reforma do Código de Processo Penal de 1832.

### Anos finais (1839 - 1840)
Apesar de ser majoritário na Câmara e de enfrentar uma oposição liberal minoritária e desorganizada, esse primeiro gabinete teve vida curta, principalmente por ter se demonstrado incapaz de enfrentar a rebelião farroupilha, na Província do Rio Grande do Sul, e por divergências entre o Regente e os seus ministros, que se demitiram coletivamente em 16 de abril de 1839, pouco mais de um ano e meio após as suas posses. Além disso, durante a vigência do Ministério das Capacidades, também estouraram a Balaiada, no Maranhão, e a Sabinada, na Bahia.
O restante da regência de Araújo Lima foi marcado por gabinetes de curta duração, que sancionaram os projetos que tramitavam na Assembleia desde o início do governo do Regresso, como a Reforma do Código de Processo Penal (aprovada em 1841) e a Lei Interpretativa do Ato Adicional de 1834 (aprovada em 1840). Foi durante esse período final, também, que a oposição liberal se organizou no sentido de pedir a declaração precoce de maioridade do Imperador D. Pedro II. Nos meses finais, com a maioridade avançando no parlamento, Araújo Lima recolocou Bernardo Pereira de Vasconcelos no gabinete como forma de ganhar tempo, o que não deu certo, e o Imperador teve a sua maioridade declarada por meio de um golpe em 24 de julho de 1840.
Durante a sua regência, foram fundados o Colégio Pedro II, o Arquivo Público do Império (atual Arquivo Nacional) e o Instituto Histórico e Geográfico Brasileiro.

## Segundo Reinado

### Primeiro Gabinete (1848 - 1849)
Substituindo o liberal Paula Sousa, Olinda foi nomeado pelo Imperador como Presidente do Conselho de Ministros pela primeira vez no dia 29 de setembro de 1848. Na ocasião escolheu como ministros: o Visconde de Monte Alegre (Império); Eusébio de Queirós (Justiça); Manuel Felizardo de Sousa e Melo (Marinha e Guerra) e ele próprio (Fazenda e Estrangeiros). Manuel Felizardo de Sousa e Melo acabou substituído por Manuel Vieira Tosta na Marinha no dia 23 de julho de 1849 e Olinda substituiu a si mesmo por Joaquim José Rodrigues Torres em 6 de outubro de 1849.

### Segundo Gabinete (1857 - 1858)
Substituindo o também conservador Marquês de Caxias, Olinda retornou à presidência do Conselho de Ministros no dia 4 de maio de 1857. Na ocasião escolheu como ministros: ele próprio (Império); Francisco Diogo Pereira de Vasconcelos (Justiça); o Visconde de Maranguape (Estrangeiros); José Antônio Saraiva (Marinha); Jerônimo Coelho (Guerra) e Bernardo de Sousa Franco (Fazenda).

### Terceiro Gabinete (1862 - 1864)

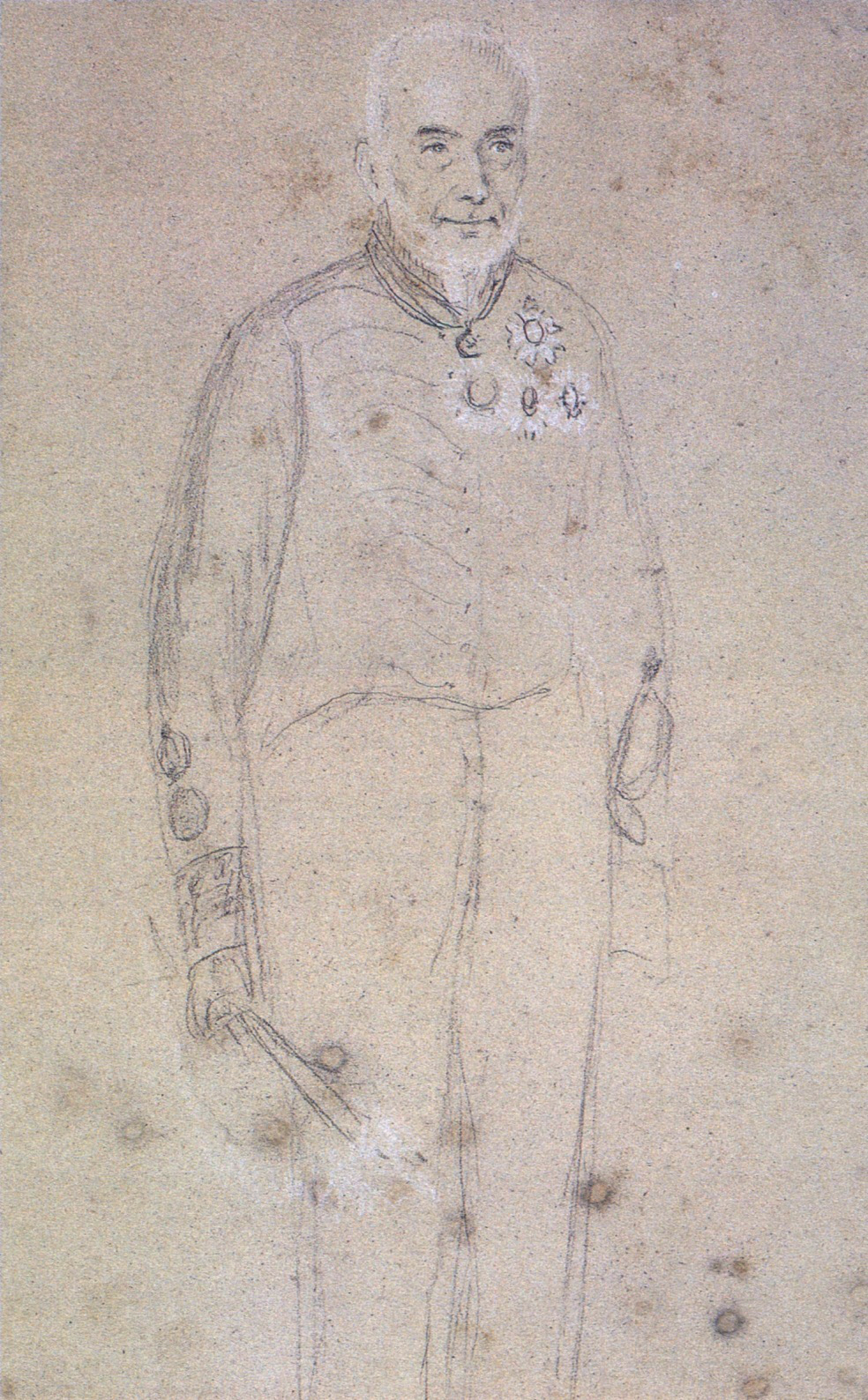
Desenho do Marquês de Olinda na década de 1860, por Frederico Tironi

Substituindo o efêmero primeiro ministério do progressista Zacarias de Góis, Olinda foi nomeado pela terceira vez à chefia do gabinete pelo Imperador no dia 30 de maio de 1862, formando o gabinete que ficou conhecido como "Ministério dos Velhos", em oposição ao gabinete de seu antecessor, apelidado "dos Anjinhos". 
Na ocasião, o marquês escolheu como ministros: ele próprio (Império); o Visconde de Maranguape (Justiça); o Marquês de Abrantes (Estrangeiros); o Visconde de Lamare (Marinha); o Visconde de Santa Teresa (Guerra); João Lins Vieira Cansanção de Sinimbu (Agricultura, Comércio e Obras Públicas) e o Visconde de Albuquerque (Fazenda). Maranguape foi substituído por Cansanção de Sinimbu na pasta da Justiça no dia 9 de fevereiro de 1863, que por sua vez foi substituído na Agricultura no mesmo dia por Pedro de Alcântara Bellegarde; o Visconde de Albuquerque foi substituído na Fazenda por Abrantes em 8 de abril de 1863; e Santa Teresa foi substituído na Guerra por Antônio Manuel de Melo em 12 de maio de 1863.

### Quarto Gabinete (1865 - 1866)
Um ano após o início da Guerra do Paraguai, Olinda retornou à Presidência do Conselho de Ministros em 12 de maio de 1865, substituindo o liberal Francisco José Furtado. Na ocasião escolheu como ministros: ele próprio (Império); Nabuco de Araújo Filho (Justiça); José Antônio Saraiva (Marinha e Estrangeiros); Ângelo Moniz da Silva Ferraz (Guerra); Paula e Sousa (Agricultura, Comércio e Obras Públicas); e Dias de Carvalho (Fazenda). Dias de Carvalho foi substituído na Fazenda no dia 7 de março de 1866 por João da Silva Carrão; e Saraiva foi substituído na Marinha por Francisco de Paula da Silveira Lobo no dia 27 de junho de 1866.

## Títulos e honras

### Nobreza
- 18 de julho de 1841: Visconde de Olinda, com grandeza[47]
- 2 de dezembro de 1854: Marquês de Olinda[47]

### Honras

#### Brasileiras
- Oficial da Imperial Ordem do Cruzeiro[48]
- Oficial da Imperial Ordem da Rosa[49]
- Grã Cruz da Imperial Ordem de Nosso Senhor Jesus Cristo[50]

#### Estrangeiras
- Grã Cruz da Ordem de Santo Estêvão, Reino da Hungria[47][51][52]
- Grã Cruz da Ordem da Legião de Honra, França[52]
- Grã Cruz da Ordem dos Santos Maurício e Lázaro, Reino da Sardenha[47][51]
- Grã Cruz da Ordem de Guadalupe, México[47][52]
- Grã Cruz da Ordem dos Medjidié, Império Otomano[47][52]

### Outros
- Membro do Conselho de Estado[53]
- Fidalgo Cavaleiro da Casa Imperial e Grande do Império[47]

## Vida pessoal
Se casou em 5 de junho de 1828 com Luiza Bernarda de Figueiredo, filha do magistrado José Bernardo de Figueiredo, que também tinha conexões com a família Cavalcanti. Do casamento, nasceram dois filhos, Luiza Bibiana - que se casou com o visconde de Pirassununga - e Pedro de Araújo Lima (filho). Por meio de Luiza Bibiana, se tornou avô da esposa do segundo Barão do Rio Preto, Maria Bibiana de Araújo Lima.

### Morte e Sepultamento
Faleceu aos 76 anos no dia 7 de junho de 1870 e está sepultado no Cemitério de São Francisco de Paula no bairro do Catumbi, no Rio de Janeiro.